# Tarvasjõgi
A Tarvasjõgi folyó Észtország északi részén. Peedu falu közelében ered. 30,5 km hosszúságú. Nagyrészt erdős területen folyik keresztül. A Finn-öbölbe torkolló Jägala folyóba ömlik, annak bal oldali mellékfolyója. Vízgyűjtő területe 64,7 km². Középső szakasza Harju és Järva megyék határát alkotja.
Halban szegény folyó, mindössze öt halfaj él benne. Alsó folyása a Kõrvemaa natúrpark területén található.